# West Glendive (Montana)
West Glendive es un lugar designado por el censo ubicado en el condado de Dawson en el estado estadounidense de Montana. En el Censo de 2010 tenía una población de 1948 habitantes y una densidad poblacional de 193,15 personas por km².

## Geografía
West Glendive se encuentra ubicado en las coordenadas 47°6′22″N 104°45′12″O / 47.10611, -104.75333. Según la Oficina del Censo de los Estados Unidos, West Glendive tiene una superficie total de 10.09 km², de la cual 10.05 km² corresponden a tierra firme y (0.31%) 0.03 km² es agua.

## Demografía
Según el censo de 2010, había 1948 personas residiendo en West Glendive. La densidad de población era de 193,15 hab./km². De los 1948 habitantes, West Glendive estaba compuesto por el 96.2% blancos, el 0% eran afroamericanos, el 1.49% eran amerindios, el 0.1% eran asiáticos, el 0% eran isleños del Pacífico, el 0.26% eran de otras razas y el 1.95% pertenecían a dos o más razas. Del total de la población el 1.9% eran hispanos o latinos de cualquier raza.